# BA-001
A BA-001 é uma rodovia radial do estado da Bahia, que percorre o litoral do estado, ao sul da capital, Salvador. A rodovia é formada por trechos não conectados, com interrupções principalmente nos estuários dos rios que desaguam no Oceano Atlântico. A extremidade norte da rodovia localiza-se na Ilha de Itaparica, na Baía de Todos-os-Santos e na extremidade sul liga-se à BA-698, na cidade de Mucuri.

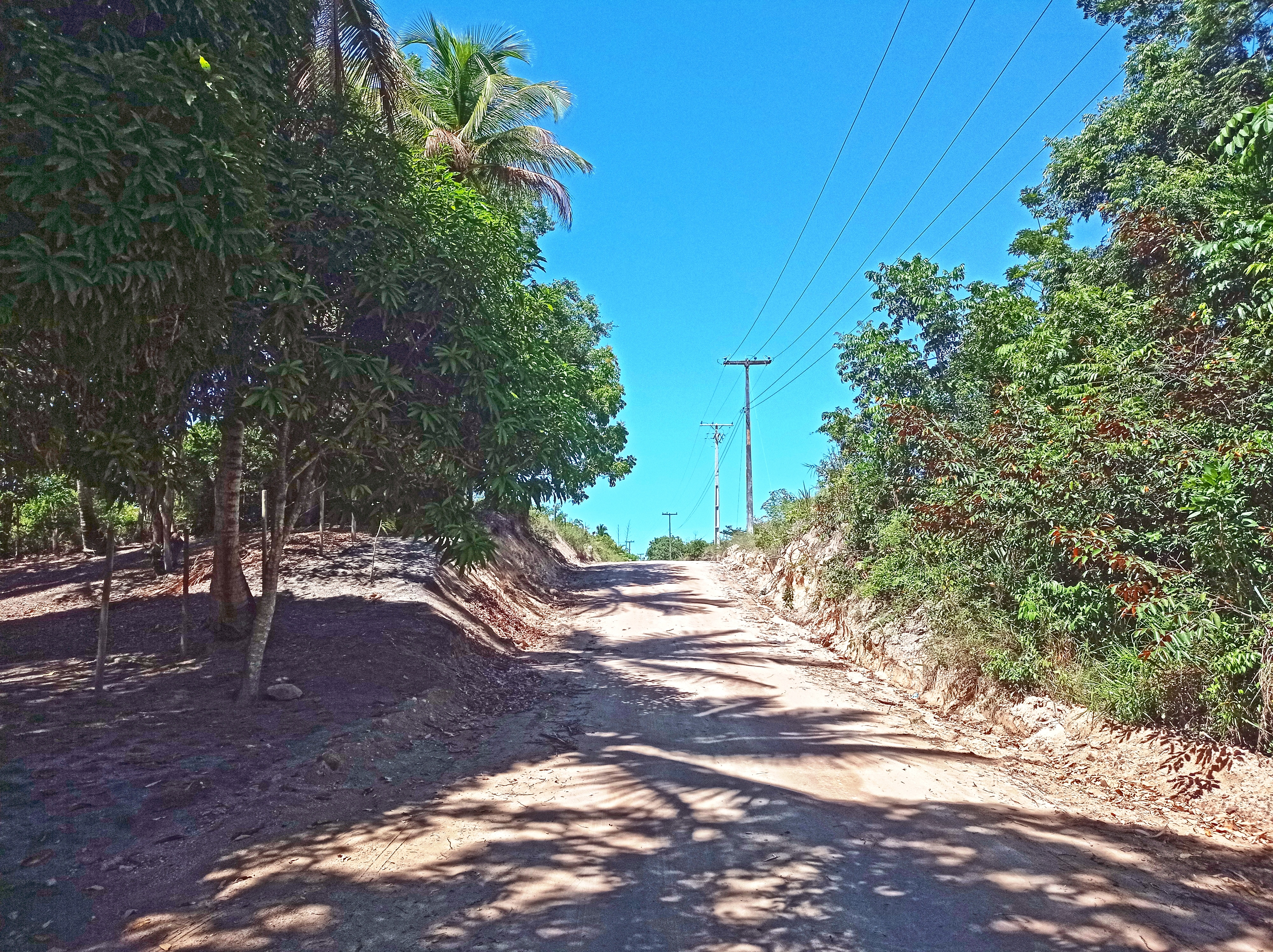
Trecho não pavimentado da BA-001 na ligação da sede de Prado a Cumuruxatiba
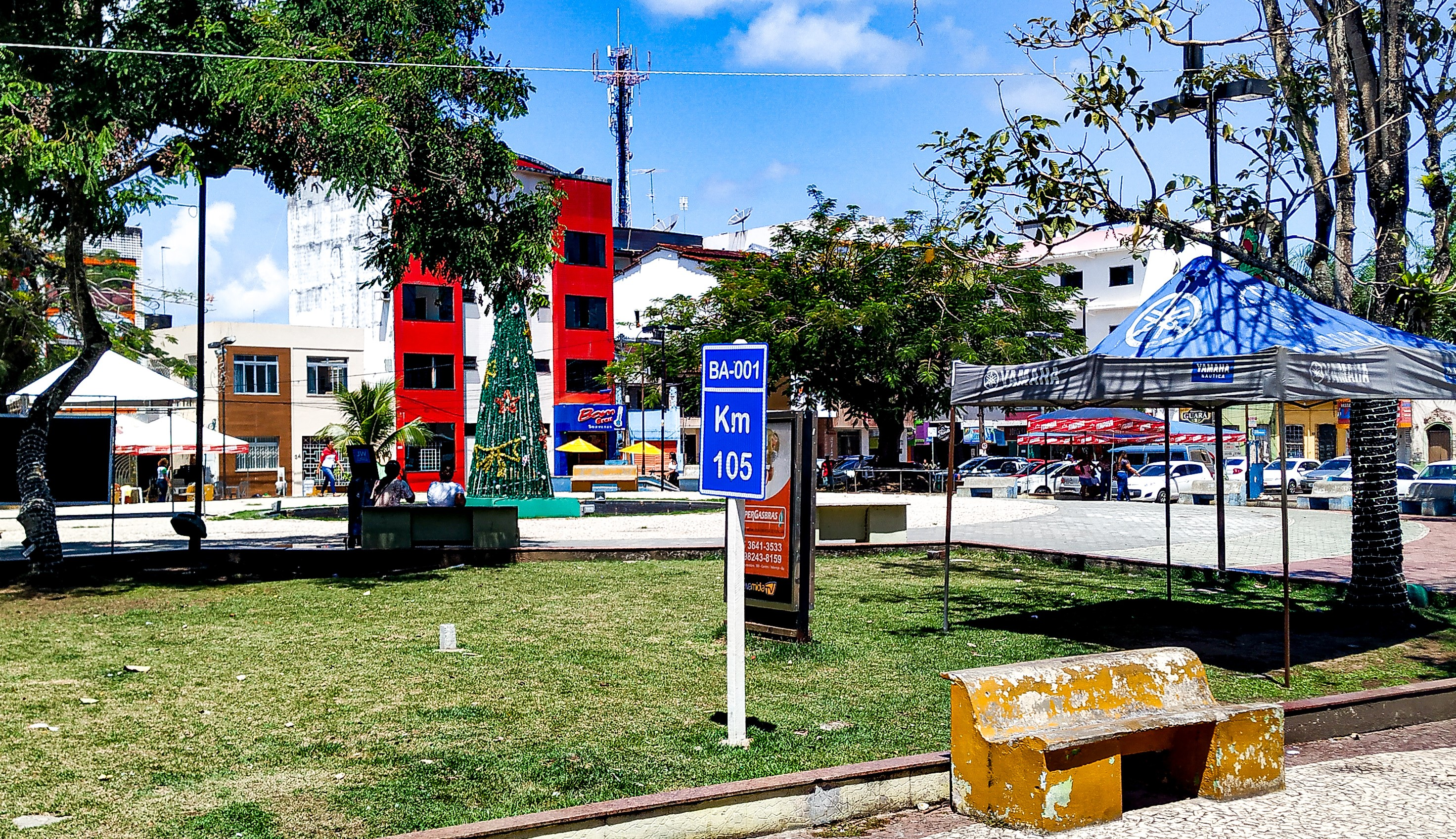
Marco da BA-001 em Camamu